# Spodsbjerg Færgehavn
Spodsbjerg Færgehavn er en færgehavn i Spodsbjerg på Langelands østkyst 7 km øst for Rudkøbing.
Havnen ligger ud til Langelandsbælt, og har færgeforbindelse til Tårs på Lolland.
Overfarten med færgeruten Spodsbjerg-Tårs tager 45 minutter.
Fra Spodsbjerg Færgehavn er der motortrafikvej til Simmerbølle ved Rudkøbing. Vejen indgår i primærrute 9 og fører til Svendborg og Odense.